# Infante Rivarola
Mayor Infante Rivarola es una localidad paraguaya del Departamento de Boquerón, ubicada en la frontera misma con Cañada Oruro, Departamento de Tarija, Bolivia, funcionando como el principal paso fronterizo entre ambos países. Asimismo, Mayor Infante Rivarola se encuentra en la región conocida como Chaco paraguayo.
En la actualidad cuenta con unos 250 habitantes aproximadamente y administrativamente forma parte del municipio de Mariscal Estigarribia, ubicado a unos 237 km de distancia. 
Se espera que con las inversiones del gobierno paraguayo en mejoramiento de caminos e infraestructuras la zona empiece a poblarse y desarrollarse más en los próximos años, ya que es un sitio de paso prácticamente obligado entre las ciudades de Asunción y Santa Cruz de la Sierra.

## Historia
Desde 1905 Bolivia empezó a ocupar silenciosamente el Chaco Boreal, que en ese entonces estaba en disputa con Paraguay, creando pequeños fuertes militares conocidos como "fortines". En 1931 los bolivianos fundaron el Fortín Oruro, que corresponde a la actual ubicación de Mayor Infante Rivarola.
Entre 1932 y 1935 estalló la Guerra del Chaco entre Paraguay y Bolivia y a solo 16 km del Fortín Oruro se libró la Batalla de El Carmen, una de las mayores victorias del ejército paraguayo durante la contienda.

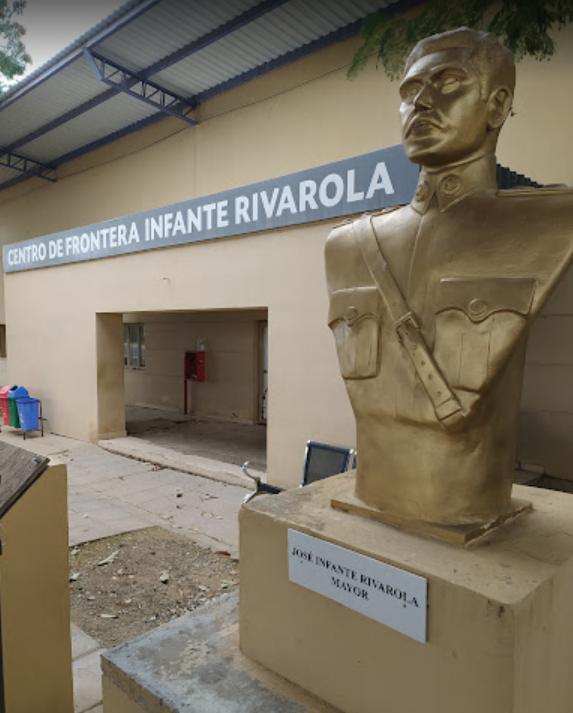
Busto del Mayor José Infante Rivarola

En 1938 se firmó el Tratado de paz, amistad y límites entre Bolivia y Paraguay, donde el Fortín Oruro quedó definitivamente dentro de territorio paraguayo y fue renombrado como "Fortín Mayor Infante Rivarola", en honor a José Efraín Infante Rivarola, comandante paraguayo del Regimiento de Infantería N.º 20, que murió en acción el 23 de abril de 1935 durante los combates en Boyuibé, en la zona de Carandayty.

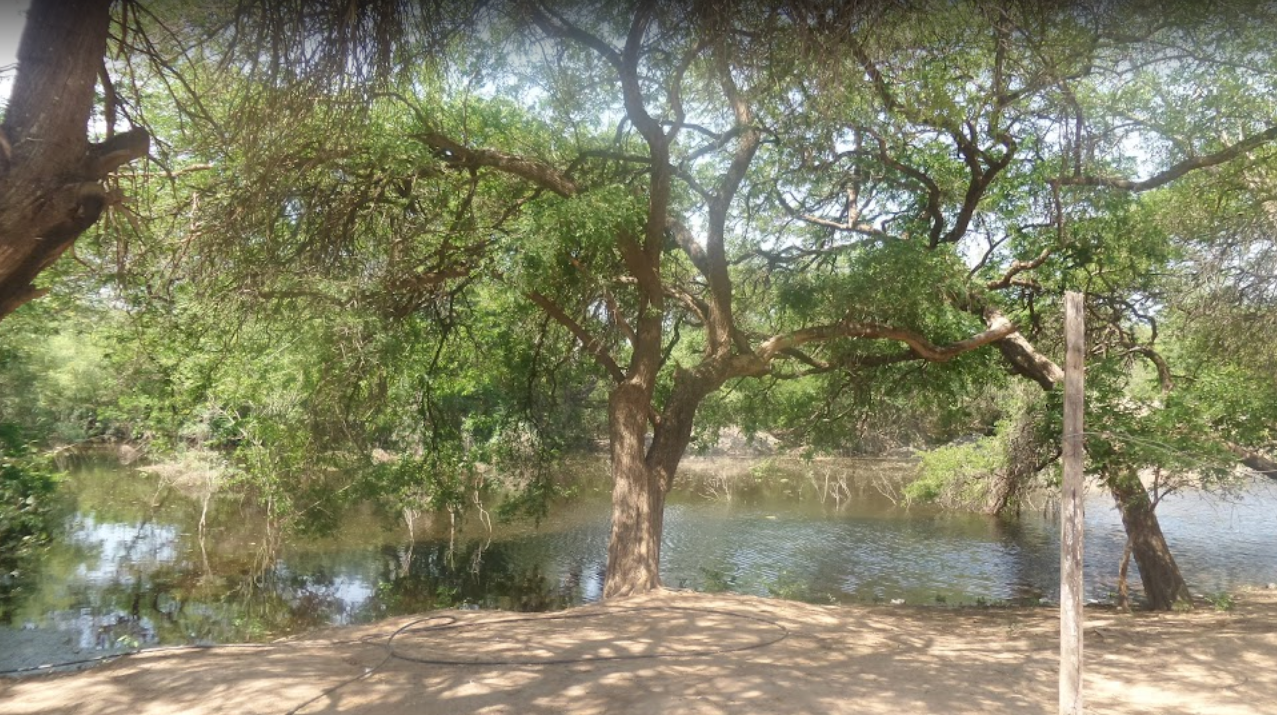
Cañada con agua en Mayor Infante Rivarola.

Recién desde la década de los 70s se realizaron los primeros planes para el establecimiento de población civil en la zona, ya que hasta entonces los únicos pobladores eran militares y nativos.
Desde 1992, Mayor Infante Rivarola forma parte y depende administrativamente del municipio de Mariscal Estigarribia, ubicado a unos 237 km de distancia.
El 21 de abril de 2005 Paraguay y Bolivia firmaron el Acuerdo de asistencia y cooperación mutua en asuntos aduaneros y las aduanas de ambos países comenzaron a operar, siendo inaugurado oficialmente el paso fronterizo de Mayor Infante Rivarola - Cañada Oruro para fomentar el comercio y la integración entre ambos países.
El 20 de julio de 2007 finalmente se inauguró la carretera asfaltada de 237 km que une Mariscal Estigarribia con Mayor Infante Rivarola, aunque hubo muchas quejas por el poco grosor y la mala calidad de la ruta, que en pocos años ya estaba de vuelta en malas condiciones.
En el año 2018 se rehabilitó nuevamente la ruta asfaltada que llega hasta Mayor Infante Rivarola, siendo esta vez un trabajo de buena calidad.
En el año 2019 se inauguró el Aeródromo Mayor Infante Rivarola que cuenta con una pista asfaltada de 1.200 metros que sirve para el transporte aéreo militar y civil de la zona.

## Geografía
Se ubica pleno noroeste del Chaco Paraguayo, en la frontera misma con Cañada Oruro, Bolivia. Al noroeste y oeste limita con Cañada Oruro en Bolivia, al norte con la Reserva de vida silvestre Cabo Juan, al noreste con Fortín Nueva Asunción, al este con La Patria, al sureste con General Francisco Brizuela (Cruce Don Silvio), al sur con Pozo Hondo, al suroeste con Fortín Esmeralda, respectivamente.
| Noroeste: Cañada Oruro     | Norte: Reserva de vida silvestre Cabo Juan | Nordeste: Fortín Nueva Asunción                        |
| Oeste: Cañada Oruro        |                                            | Este: La Patria                                        |
| Suroeste: Fortín Esmeralda | Sur: Pozo Hondo                            | Sureste: General Francisco Brizuela (Cruce Don Silvio) |

### Distancias a ciudades importantes
- Filadelfia 330 km
- Carmelo Peralta 614 km
- Concepción 640 km
- Asunción 762 km
- Villa Montes 117 km
- Tarija 330 km
- Santa Cruz de la Sierra 570 km
- La Paz 1212 km
- Ilo 1674 km
- Arequipa 1728 km
- Mollendo 1740 km
- Salvador Mazza 281 km
- San Salvador de Jujuy 608 km
- Salta 656 km
- Tocopilla 1337 km
- Antofagasta 1394 km
- Arica 1459 km
- Iquique 1463 km

## Clima
Según el sistema Köppen el clima en esta zona del Chaco se clasifica como semiárido cálido, siendo uno de los más extremos y hostiles de Paraguay, destacándose por sus altas temperaturas, que llegan hasta los 46 grados a la sombra en verano y temperaturas de hasta -5 grados bajo cero en invierno. Por lo que las condiciones de vida para los habitantes son bastante duras. 
Influyen también otros factores como su cercanía al Trópico de Capricornio, las condiciones del suelo, la escasez de vegetación y la deforestación.

## Economía
La mayoría de sus habitantes se dedican a la ganadería, la agricultura, los servicios y el comercio minorista con Bolivia.

## Transporte
La principal forma de llegar a la localidad a través de la ruta PY09 "Transchaco" y luego por la ruta D092 en el desvío que hay en La Patria. Prácticamente todos los buses que van de Paraguay a Bolivia y viceversa pasan por la localidad.

Otra forma es por vía aérea en vuelos privados que se ofrecen desde el Aeropuerto Internacional Silvio Pettirossi de Asunción, ya que la localidad cuenta con una pista de aterrizaje asfaltada.

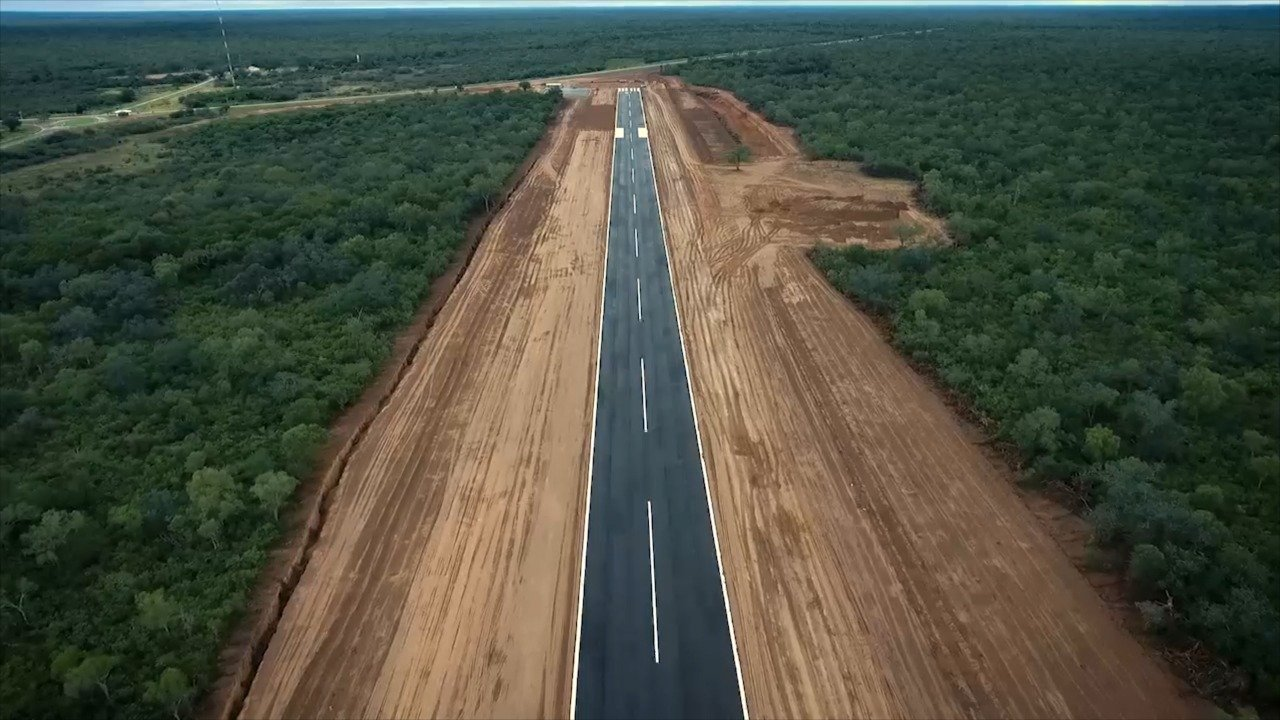
Aeródromo Mayor Infante Rivarola

## Infraestructura
Mayor Infante Rivarola cuenta actualmente con una infraestructura escasa y deficiente, debido a su ubicación tan remota en pleno Chaco Boreal, sin embargo, gracias a las inversiones del gobierno paraguayo la zona está creciendo poco a poco y en el futuro se pretende establecer y desarrollar una ciudad comercial fronteriza con Bolivia en el lugar.